# Nekrolog 1531
Nekrolog
◄◄
| ◄
| 1527
| 1528
| 1529
| 1530
| 1531 | 1532 | 1533 | 1534 | 1535 | ► | ►►
Weitere Ereignisse | Allgemeiner Nekrolog 1531
Die Beschreibung der verstorbenen Person sollte so kurz wie möglich gehalten sein und nur deren signifikante Tätigkeit(en) enthalten.
Neue Namen ggf. auch unter dem Geburts- und Sterbedatum, also etwa unter 1. Januar und im Geburts- und Sterbejahr (2024) eintragen (nur bei entsprechender großer Wichtigkeit). Für Beispiele siehe die schon vorhandenen Artikel.
Außerdem über die fünf zuletzt Verstorbenen, zu denen es einen ausreichend guten Artikel für eine Präsentation auf der Hauptseite gibt, nach der todesbedingten Überarbeitung der Artikel ggf. auch unter Wikipedia Diskussion:Hauptseite informieren und sie am besten auch in den anderen Wikipedia-Sprachversionen eintragen. Tipp: Regelmäßig bei news.google.de nach „ist tot“, „gestorben“ oder „verstorben“ suchen.
Wenn eine Person gestorben ist, gibt es viele Seiten zu dieser Person in der Wikipedia, die davon auch betroffen sind und entsprechend aktualisiert werden müssen. Beispiele: Namenübersichtsseite, Geburtsjahr, Geburtsort-Seiten und viele mehr.
Wie finde ich die betroffenen Seiten?
Im Suchfeld auf der linken Seite gibt man den Suchbegriff so ein: „Vorname Nachname“. Dann klickt man auf Volltext und alle Seiten mit entsprechendem Suchtext werden aufgerufen. Hier sieht man dann schnell, wo auch das Todesjahr Sinn macht oder sogar ein Teil des Artikels angepasst werden muss. Auch hilft das „Werkzeug“ auf der linken Seite sehr gut, um solche Seiten aufzufinden: „Links auf diese Seite“. Somit ist die Wikipedia wieder aktuell in allen Bereichen! Hinweis: bei Eintragung der Kategorie „Gestorben JAHR“ wird der Missbrauchsfilter 49 ausgelöst, was jedoch nicht schlimm ist. Siehe: Spezial:Missbrauchsfilter/49
Dies ist eine Liste von im Jahr 1531 verstorbenen bekannten Persönlichkeiten. Die Einträge erfolgen innerhalb der einzelnen Daten alphabetisch sortiert. Tiere sind im Nekrolog für Tiere zu finden.

## Januar
| Tag        | Name                           | Beruf, bekannt als                                                                | Alter | Beleg |
| ---------- | ------------------------------ | --------------------------------------------------------------------------------- | ----- | ----- |
| 1. Januar  | Joachim Sterck van Ringelbergh | flämischer Universalgelehrter, Humanist, Mathematiker, Astrologe                  |       |       |
| 9. Januar  | Ludwig Vogelmann               | Stadtschreiber im oberschwäbischen Memmingen und Gegner der Memminger Reformation |       |       |
| 14. Januar | Johannes Brandes               | deutscher römisch-katholischer Geistlicher und Domdekan in Lübeck                 | 63    |       |
| 20. Januar | Johann III. von Glymes         | Herr von Bergen op Zoom, Walhain, Bierbais, Glymes, Woude, Wavre, Grimbergen      | 78    |       |

## Februar
| Tag         | Name                    | Beruf, bekannt als | Alter | Beleg |
| ----------- | ----------------------- | --- | ----- | ----- |
| 15. Februar | Johann II. von Trautson | österreichischer Staatsmann |       |       |
| 16. Februar | Johannes Stöffler       | deutscher Mathematiker, Astronom, Astrologe, Pfarrer und Hersteller astronomischer Instrumente, Rektor der Universität Tübingen | 78    |       |

## März
| Tag      | Name                                 | Beruf, bekannt als                         | Alter | Beleg |
| -------- | ------------------------------------ | ------------------------------------------ | ----- | ----- |
| 6. März  | Pedro Arias Dávila                   | spanischer Kolonialbeamter und Eroberer    |       |       |
| 13. März | Richard von Greiffenklau zu Vollrads | Erzbischof und Kurfürst von Trier          |       |       |
| 20. März | Sikke Freriks                        | Handwerker und Märtyrer der Täuferbewegung |       |       |

## April
| Tag       | Name             | Beruf, bekannt als                   | Alter | Beleg |
| --------- | ---------------- | ------------------------------------ | ----- | ----- |
| 18. April | Bartholomäus May | bernischer Heerführer und Staatsmann |       |       |

## Mai
| Tag     | Name                    | Beruf, bekannt als                                     | Alter | Beleg |
| ------- | ----------------------- | ------------------------------------------------------ | ----- | ----- |
| 10. Mai | Rolf von Bardewisch     | Komtur im Deutschen Orden                              |       |       |
| 10. Mai | Georg I.                | Herzog von Pommern aus dem Greifenhaus                 | 38    |       |
| 17. Mai | Konrad Wimpina          | deutscher Humanist und römisch-katholischer Theologe   |       |       |
| 19. Mai | Jan Łaski               | polnischer Adliger, Politiker und Erzbischof           | 75    |       |
| 28. Mai | Balthasar Merklin       | Reichsvizekanzler, Bischof von Hildesheim und Konstanz |       |       |
| 29. Mai | Georg III. von Waldburg | deutscher Heerführer                                   | 43    |       |
| Mai     | Simon Fish              | englischer Reformator                                  |       |       |

## Juni
| Tag      | Name                | Beruf, bekannt als                                 | Alter | Beleg |
| -------- | ------------------- | -------------------------------------------------- | ----- | ----- |
| 25. Juni | Adam I. von Neuhaus | böhmischer Adliger und Höchster Kanzler von Böhmen | 37    |       |

## Juli
| Tag      | Name                   | Beruf, bekannt als                    | Alter | Beleg |
| -------- | ---------------------- | ------------------------------------- | ----- | ----- |
| 3. Juli  | Thomas von Absberg     | Raubritter                            |       |       |
| 7. Juli  | Tilman Riemenschneider | deutscher Bildhauer und Bildschnitzer |       |       |
| 17. Juli | Hosokawa Takakuni      | japanischer Militärkommandeur         |       |       |
| 22. Juli | Georg Hutter           | deutscher Theologe und Büchersammler  |       |       |
| 23. Juli | Louis de Brézé         | Graf von Maulévrier                   |       |       |
| 28. Juli | Adolf Arbogast         | deutscher evangelischer Theologe      |       |       |

## August
| Tag        | Name          | Beruf, bekannt als  | Alter | Beleg |
| ---------- | ------------- | ------------------- | ----- | ----- |
| 7. August  | Jakob III.    | Graf von Horn       |       |       |
| 19. August | Thomas Bilney | britischer Märtyrer |       |       |

## September
| Tag           | Name              | Beruf, bekannt als                                                                     | Alter | Beleg |
| ------------- | ----------------- | -------------------------------------------------------------------------------------- | ----- | ----- |
| 1. September  | Johann IV.        | Landgraf von Leuchtenberg                                                              |       |       |
| 7. September  | Gregor Haloander  | deutscher Jurist                                                                       |       |       |
| 9. September  | Hinrik Mente      | deutscher Glocken- und Geschützgießer                                                  |       |       |
| 16. September | Lorenzo Pucci     | italienischer Kardinal                                                                 | 73    |       |
| 22. September | Luise von Savoyen | Regentin Frankreichs, Herzogin von Angoulême, Mutter des französischen Königs Franz I. | 55    |       |
| September     | Vincenzo Catena   | italienischer Maler                                                                    |       |       |

## Oktober
| Tag         | Name                            | Beruf, bekannt als                                                | Alter | Beleg |
| ----------- | ------------------------------- | ----------------------------------------------------------------- | ----- | ----- |
| 8. Oktober  | Werner Breder von Hohenstein    | adeliger Benediktiner und Abt des Klosters Limburg                |       |       |
| 11. Oktober | Diebold von Geroldseck          | Benediktinermönch des Klosters Einsiedeln                         |       |       |
| 11. Oktober | Konrad Schmid                   | Schweizer Reformator                                              |       |       |
| 11. Oktober | Huldrych Zwingli                | Gründer der reformierten Kirche                                   | 47    |       |
| 22. Oktober | Johann XXII. Kämmerer von Worms | deutscher Ritter, Herr der Kropsburg und von Sankt Martin (Pfalz) |       |       |

## November
| Tag          | Name                        | Beruf, bekannt als                                                             | Alter | Beleg |
| ------------ | --------------------------- | ------------------------------------------------------------------------------ | ----- | ----- |
| 8. November  | Margaretha von Tost         | Herzogin von Tost und Äbtissin in Breslau                                      |       |       |
| 24. November | Johannes Oekolampad         | Schweizer Theologe und Humanist; Reformator von Basel                          |       |       |
| 28. November | Hedwig von Münsterberg-Oels | Herzogin von Münsterberg und Oels, Markgräfin von Brandenburg-Ansbach-Kulmbach |       |       |

## Dezember
| Tag          | Name                       | Beruf, bekannt als                                                               | Alter | Beleg |
| ------------ | -------------------------- | -------------------------------------------------------------------------------- | ----- | ----- |
| 4. Dezember  | Rhys ap Gruffydd FitzUrien | walisischer Adliger                                                              |       |       |
| 5. Dezember  | Jan Folkertsz Trypmaker    | niederländischer Holzschuhmacher, Persönlichkeit des melchioritischen Täufertums |       |       |
| 15. Dezember | Rombout Keldermans         | flämischer Architekt und Bildhauer                                               |       |       |
| 30. Dezember | Christian Studer           | Schweizer Kaufmann und Bürgermeister                                             |       |       |

## Datum unbekannt
| Tag | Name                                           | Beruf, bekannt als                                                | Alter | Beleg |
| --- | ---------------------------------------------- | ----------------------------------------------------------------- | ----- | ----- |
|     | Fadrique Álvarez de Toledo, 2. Herzog von Alba | 2. Herzog von Alba                                                |       |       |
|     | Petreius Aperbacchus                           | deutscher Jurist und Humanist                                     |       |       |
|     | Hans Burgkmair der Ältere                      | deutscher Maler, Zeichner und Holzschneider                       |       |       |
|     | Dietrich von Cleen                             | Ordensritter, Landkomtur und Deutschmeister des Deutschen Ordens  |       |       |
|     | Hans Fyoll                                     | deutscher Maler                                                   |       |       |
|     | Henrique                                       | kongolesischer römisch-katholischer Bischof                       |       |       |
|     | Jobst I.                                       | Graf von Holstein-Schauenburg                                     |       |       |
|     | Johann Lüneburg                                | Ratsherr der Hansestadt Lübeck                                    |       |       |
|     | Margarete von Bayern                           | Äbtissin des Benediktinerinnenklosters Neuburg an der Donau       |       |       |
|     | Jakob Meyer zum Hasen                          | Bürgermeister der Stadt Basel                                     |       |       |
|     | Giovanni Antonio Pilacorte                     | Bildhauer der Renaissance                                         |       |       |
|     | Henning Rantzau                                | Klosterpropst zu Uetersen                                         |       |       |
|     | Tórmóður Sigurðsson                            | Løgmaður der Färöer                                               |       |       |
|     | Heinrich Meltinger                             | Schweizer Politiker                                               |       |       |
|     | Urracá                                         | Kazike der Guaymí und Führer des Widerstandes gegen die Konquista |       |       |